# La estrategia del caracol
La estrategia del caracol é um filme de drama colombiano de 1993 dirigido e escrito por Sergio Cabrera. Foi selecionado como representante da Colômbia à edição do Oscar 1994, organizada pela Academia de Artes e Ciências Cinematográficas.

## Elenco
- Carlos Vives......................José Antonio Pupo
- Frank Ramírez..................."Perro" Romero
- Fausto Cabrera..................Jacinto
- Vicky Hernández................Eulalia
- Florina Leimatre.................Gabriel/Gabriela
- Humberto Dorado...............Víctor Honorio Mosquera
- Victor Mallarino...................Dr. Holguín